# HD 172555
HD 172555 (HR 7012) es una estrella situada en la constelación del Pavo de magnitud aparente +4,78.
Se encuentra a 93 años luz del sistema solar y es miembro de la asociación estelar de Beta Pictoris.

## Características físicas
HD 172555 es una estrella blanca de la secuencia principal de tipo espectral A7V.
Tiene una temperatura efectiva de 7816 K y su diámetro angular estimado, 0,66 milisegundos de arco, permite evaluar su radio, siendo éste 2,0 veces más grande que el radio solar.
Gira sobre sí misma con una velocidad de rotación igual o mayor de 175 km/s.
Con el doble de masa que el Sol, es una estrella muy joven, con apenas 12 millones de años de edad comparada con los 4600 millones de años de edad de nuestro Sol.

## Composición química
HD 172555 tiene una metalicidad comparable a la solar ([Fe/H] = +0,07). Algunos elementos, sin embargo, presentan niveles muy elevados, como es el caso del vanadio y del cobre; el primero es cuatro veces más abundante que en el Sol y el segundo es cinco veces más abundante ([Cu/H] = +0,71).

## Disco circunestelar y colisión planetaria
HD 172555 se halla rodeada por un peculiar disco circunestelar de polvo fino, descubierto por su emisión infrarroja.
La mineralogía del polvo está compuesta principalmente por materiales muy refractarios que no están en equilibrio, con aproximadamente tres cuartas partes de los átomos de silicio formando especies de sílice (SiO2).
Se requieren los espectros de emisión termal de formas vítreas de sílice, como tektita y obsidiana de laboratorio —especies encontradas en impactos y sistemas magmáticos— para poder adecuar los datos.

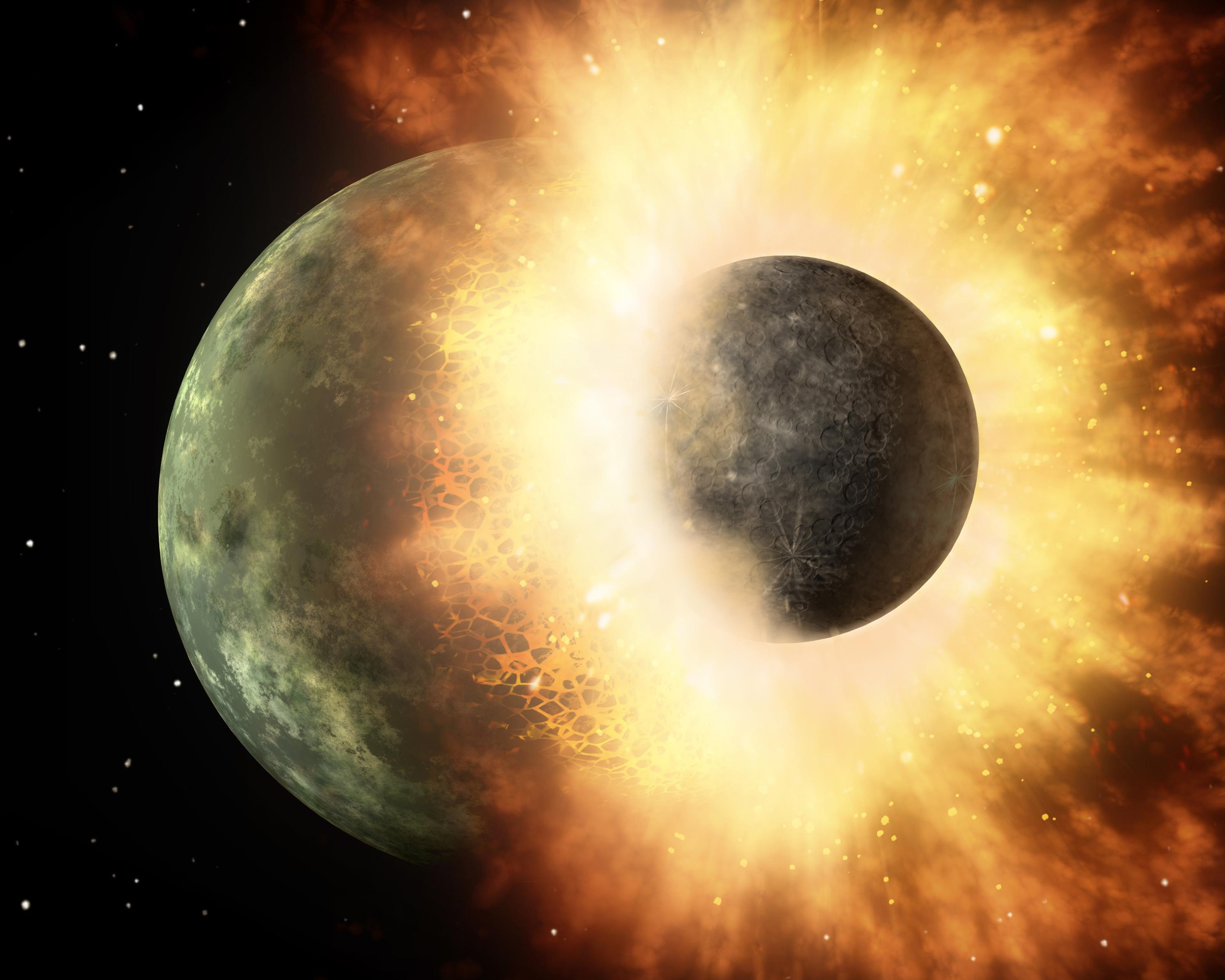
Concepción artística del impacto a gran velocidad que tuvo lugar entre dos plantesimales de HD 172555.

La abundancia de partículas del tamaño de micrómetros aboga por una fuente de material reciente en los últimos cientos de miles de años.
El polvo se localiza a 5,8 ± 0,6 UA de la estrella —equivalente a 1,9 UA del Sol—, dentro de la región de formación de planetas terrestres.
La masa del polvo fino es 4 × 1019 – 2 × 1020 kg, equivalente a la de un asteroide con un radio de 150 - 200 km.
También se ha detectado gas de SiO. Aproximadamente 1022 kg de gas SiO, formado por vaporización de rocas de silicatos, se halla presente en el sistema, junto a una población diferenciada de granos muy grandes y fríos, que domina —en cuanto a masa— el material circunestelar sólido.
La conclusión a la que se ha llegado es que el polvo y el gas observados, la carencia de un disco circunestelar de gas denso, la actividad de rayos X, y la presencia de un disco extendido de meteoroides β, tienen su origen en un impacto gigante a gran velocidad (> 10 km/s) entre planetesimales rocosos grandes, similar al que dio lugar a la formación de nuestra Luna —véase hipótesis del gran impacto.
De los dos objetos que chocaron entre sí, uno tenía aproximadamente la masa de la Luna y el otro la masa de Mercurio, quedando el primero destruido por la colisión y el segundo seriamente dañado.